# Vertrag von Hadjatsch

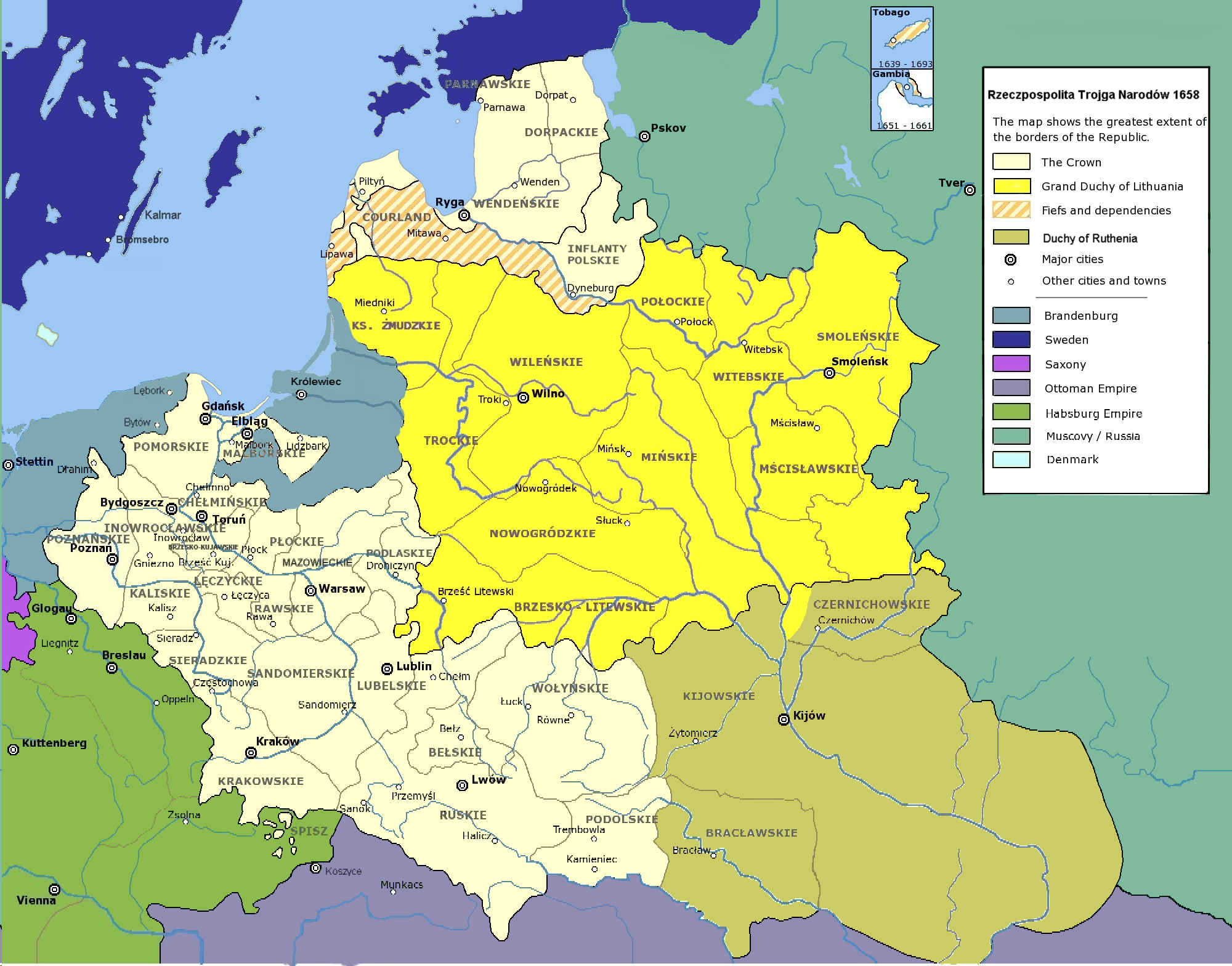
Die Rzeczpospolita als Republik Dreier Nationen (Polen, Litauen, Kosakennation).

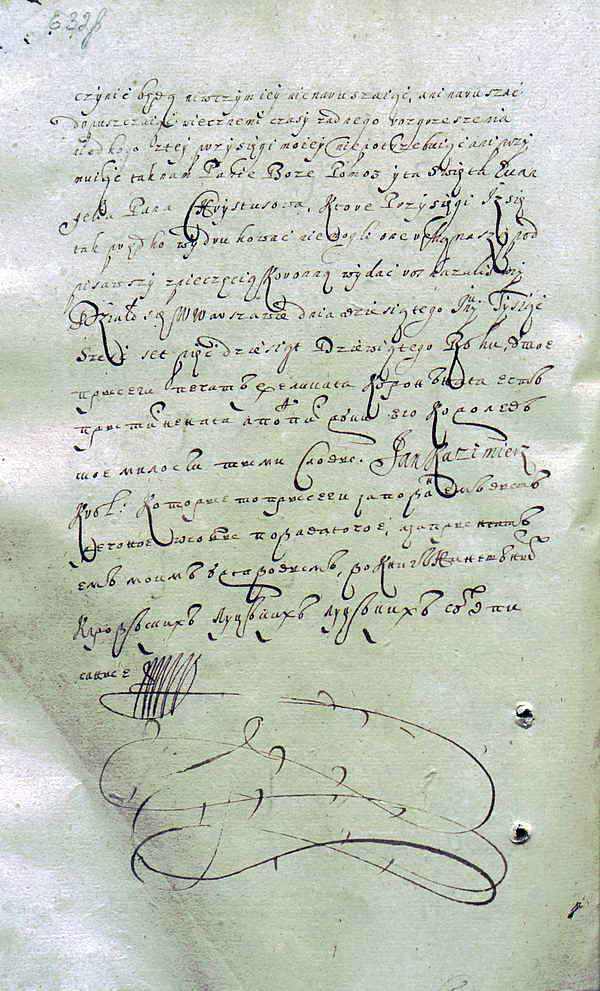
Eid des polnischen Königs Johann II. Kasimir auf den Vertrag (10. Juni 1659).

Der Vertrag von Hadjatsch wurde am 16. September 1658 im ostukrainischen Hadjatsch zwischen Vertretern Polen-Litauens (S. Bieniewski und K. Jewłaszewski) und den ukrainischen Saporogerkosaken (Iwan Wyhowskyj, Jurij Nemyrytsch und Pawlo Teterja) geschlossen. 
Der Vertrag von Hadjatsch kam ein Jahr nach dem Tod von Hetman Bohdan Chmelnyzkyj zustande, der noch erbittert gegen die polnische Krone gekämpft und die Ukraine im Vertrag von Perejaslaw unter Schutz des russischen Zaren gestellt hatte. Initiiert von Chmelnyzkyjs Nachfolger Iwan Wyhowskyj, sah der Vertrag einen Rückkehr der Kosaken in die polnisch-litauische Adelsrepublik vor, wobei sie den gleichen Status bekommen sollten wie Polen und Litauen (auf poln.: „Rzeczpospolita Trojga Narodów“ – „Republik Dreier Nationen“). Weiterhin wurde vereinbart, dass die kirchliche Union von Brest aufgehoben werde und die orthodoxe Kirche somit die gleichen Rechte erhalten sollte wie die katholische Kirche. 
Zwar wurde der Vertrag durch den polnischen Sejm ratifiziert, allerdings wurden viele seiner entscheidenden Neuerungen bei der Ratifikation einseitig gestrichen, darunter die politische Autonomie der Ruthenen, als auch die Gleichstellung der orthodoxen Kirche. Die erneute Annäherung an Polen hatte in der Ukraine einen blutigen Bürgerkrieg zur Folge, der als „Der Ruin“ in die Geschichtsschreibung einging. Darin standen sich die Kosakenelite, die sich mehr Privilegien in der Adelsrepublik versprach, und die breiten prorussisch und antipolnisch eingestellten Bevölkerungsschichten gegenüber.
Die Umsetzung des Vertrags von Hadjatsch scheiterte letztendlich am Sturz Wyhowskyjs, aber auch am Widerstand des polnischen Adels, der seine Privilegien in der Ukraine in Gefahr sah.